# New York (album)
New York – piętnasty album Lou Reeda wydany 10 stycznia 1989 przez wytwórnię Sire Records. Nagrań dokonano między majem a październikiem 1988 w Media Sound i Studio B (Nowy Jork).

## Lista utworów
1. "Romeo Had Juliette" (L. Reed) – 3:09
2. "Halloween Parade" (L. Reed) – 3:33
3. "Dirty Blvd." (L. Reed) – 3:29
4. "Endless Cycle" (L. Reed) – 4:01
5. "There Is No Time" (L. Reed) – 3:45
6. "Last Great American Whale" (L. Reed) – 3:42
7. "Beginning of a Great Adventure" (L. Reed, M. Rathke) – 4:57
8. "Busload of Faith" (L. Reed) – 4:50
9. "Sick of You" (L. Reed) – 3:25
10. "Hold On" (L. Reed) – 3:24
11. "Good Evening Mr. Waldheim" (L. Reed) – 4:35
12. "Xmas in February" (L. Reed) – 2:55
13. "Strawman" (L. Reed) – 5:54
14. "Dime Store Mystery" (L. Reed) – 5:01

## Skład
- Lou Reed – śpiew, gitara
- Mike Rathke – gitara
- Rob Wasserman – kontrabas elektryczny
- Fred Maher – perkusja (oprócz "Last Great American Whale" i "Dime Store Mystery"), gitara basowa w "Romeo Had Juliette" i "Busload of Faith"

gościnnie
- Maureen Tucker – instr. perkusyjne w "Last Great American Whale" i "Dime Store Mystery"
- Dion DiMucci – dalszy śpiew w "Dirty Blvd."
- Jeffrey Lesser – dalszy śpiew

produkcja
- Lou Reed – producent
- Fred Maher – producent